# Kisvejke
Kisvejke là một thị trấn thuộc hạt Tolna, Hungary. Thị trấn này có diện tích 11,33 km², dân số năm 2010 là 413 người, mật độ 36 người/km².